# 盧帕山
68°26′S 66°43′W / 68.433°S 66.717°W
盧帕山（英語：Mount Lupa）是南極洲的山峰，位於葛拉漢地的法利埃海岸，處於羅穆盧斯冰川和馬丁冰川之間，海拔高度超過1,625米，在1936年由英國探險隊測量，現時由南極條約體系管理。